# Calynda fallax
Calynda fallax är en insektsart som först beskrevs av Giglio-Tos 1898.  Calynda fallax ingår i släktet Calynda och familjen Diapheromeridae. Inga underarter finns listade.